# Barabbas (roman)
Pour les articles homonymes, voir Barabbas (homonymie).
Barabbas est un roman suédois de Pär Lagerkvist paru en 1950.

## Résumé
Barabbas est condamné à mort pour sédition et meurtre, un sort auquel il échappera, remplacé sur la croix par Jésus. Il est gracié à l'occasion de la Pâque, à la demande du peuple juif, alors que Ponce Pilate se proposait de libérer Jésus.

## Thème
Dans ce roman de Pär Lagerkvist, prix Nobel 1951, la contemplation du crucifié sur le mont Golgotha entraîne Barabbas vers une sorte de quête de la foi. Le supplice du Christ le marque à tout jamais, jusqu'à l'instant où, à son tour crucifié, il prononce ces mots à la fois mystérieux et transparents : « À toi, je remets mon âme... »

## Adaptations

### Au cinéma
Le roman est adapté au cinéma en 1961 par le réalisateur américain Richard Fleischer dans un film homonyme, avec Anthony Quinn dans le rôle-titre.

### À la télévision
En 2012, Roger Young réalise Barabbas, un téléfilm italien en deux parties, avec Billy Zane dans le rôle-titre.